# 문정수 (배우)
문정수는 대한민국의 배우이다.

## 영화
- (2006년) 《해바라기》 ... 창무파 역
- (2017년) 《흥부: 글로 세상을 바꾼 자》 ... 훈장 역
- (2017년) 《박열》 ... 김성철 역
- (2019년) 《난폭한 기록》 ... 키스방사장 역
- (2020년) 《히트맨》 ... 제이슨부하 5 역
- (2020년) 《다만 악에서 구하소서 파이널 컷》 ... 일본택시기사 역